# Туяляс
Туяля́с (баш. Төйәләҫ) — село в городском округе город Сибай Башкортостана.

## География
Расположено на юго-востоке Башкортостана, у реки Худолаз, вблизи хребта Ирендык Южного Урала, в 15 км на северо-запад от города Сибая.

## История
По свидетельству старца Якупа Акназарова на месте сегодняшнего села располагали свои летние кочевья — яйляу с огромными табунами скота богачи деревень Туркменово и Нугаево.
В 1934 году в поселке открылась русско-башкирская начальная школа.
В 1998 году отнесен к поселкам городского типа и стал центром поссовета.
В 2004 году Туяляс отнесен к категории сельского населённого пункта, а поссовет стал Туялясским сельсоветом.
В конце 2009 года в селе открылась мечеть «Нур».

## Население
| 2002 | 2010  | 2012  | 2013  | 2014  | 2015  | 2016  | 2017  | 2021 |
| ---- | ----- | ----- | ----- | ----- | ----- | ----- | ----- | ---- |
| 1062 | ↗1075 | ↘1070 | ↘1052 | ↘1041 | ↘1033 | ↘1019 | ↘1013 | ↘626 |

Национальный состав
По итогам переписи населения 2020 года проживали следующие национальности (национальности менее 0,1 % и другое см. в сноске к строке «Другие»):
| Национальность | Численность, чел. | Доля     |
| -------------- | ----------------- | -------- |
| Башкиры        | 492               | 78,59 %  |
| Русские        | 81                | 12,94 %  |
| Татары         | 29                | 4,63 %   |
| Азербайджанцы  | 15                | 2,40 %   |
| Корейцы        | 4                 | 0,64 %   |
| Узбеки         | 1                 | 0,16 %   |
| Таджики        | 1                 | 0,16 %   |
| Мордва         | 1                 | 0,16 %   |
| Марийцы        | 1                 | 0,16 %   |
| Латыши         | 1                 | 0,16 %   |
| Итого          | 626               | 100,00 % |

## Религия
В селе есть мечеть «Нур».